# Tear down this wall!

Le président Ronald Reagan, à la tribune, face à la Porte de Brandebourg.

« Tear down this wall! », que l'on pourrait traduire en français par « Abattez ce mur ! », est une petite phrase lancée par le président des États-Unis Ronald Reagan à son homologue russe Mikhaïl Gorbatchev, lors de son discours prononcé le 12 juin 1987 à la Porte de Brandebourg, à Berlin, pour la célébration du 750e anniversaire de la ville de Berlin.